# IV. Jakab skót király
IV. Jakab (1473. március 17., Stirling – 1513. szeptember 9., Branxton), skót király, Stuart Mária királynő apai nagyapja, I. Jakab angol király dédapja III. Jakab skót király és Dániai Margit elsőszülött fiaként született a stirlingi kastélyban.
IV. Jakab volt az utolsó skót király, aki még beszélte a kelta skót gael nyelvet, bár az udvar nyelve már a kelta eredetű skót királyi házból származó III. Malcolm skót király uralkodása alatt Skóciai Szent Margittal kötött házassága után lett az angol nyelv skóciai nyelvjárásának tekintett scots nyelv, kiszorítva ezzel a korábbi ősi kelta nyelvet.

## Két öccse
- James Stewart, Ross hercege (1476. március – 1504. január)
- John Stewart, Mar grófja (1479. december – 1503. március 11.)

## Trónra lépése
Apja rendkívül népszerűtlen uralkodó volt, és az ellene szervezkedő nemesek látszólag a 15 éves trónörökös nevében léptek fel ellene. Miután  1488. június 11-én a sauchieburni ütközetben szétverték a király seregét, őt magát pedig (tisztázatlan körülmények között) megölték, Jakabot gyorsan (mindössze tizenhárom nappal később) megkoronázták.

## Házassága, gyermekei
1502. december 10-én a glasgow-i katedrális oltáránál békeszerződést írt alá VII. Henrik angol királlyal, és ezt megpecsételendő hivatalosan is eljegyezte Henrik legidősebb leányát, Tudor Margit hercegnőt. 1503. augusztus 8-án házasodtak össze a skóciai Holyrood apátságban. Házasságuk tíz éve alatt hat gyermekük született:
- James, Rothesay hercege (1507. február 21. – 1508. február 27.)
- egy ismeretlen nevű, halva született leány (1508. július 15.)
- Arthur, Rothesay hercege (1509. október 20. – 1510. július 14.)
- Jakab, vagyis a leendő V. Jakab király (1512. április 15. – 1542. december 14.)
- egy ismeretlen nevű, halva született leány (1512 novembere)
- Alexander, Ross hercege (1514. április 30. – 1515. december 18.)

A királynak számos törvénytelen gyermeke is volt:
- Marion Boyd nevű ágyasától Alexander, James és Catherine;
- Margaret Drummond nevű ágyasától Margaret;
- Janet Kennedy nevű ágyasától James és két, ismeretlen nevű gyermek, akik még csecsemő korukban meghaltak;
- Isabel Stewart nevű ágyasától Janet.

## Halála, trónutódlása
IV. Jakab hadaival 1513-ban betört Angliába, ám 1513. szeptember 9-én elvesztette a floddeni csatát, és a csatamezőn maga is elesett. Özvegye, Margit királyné lett Skócia régense, és egyúttal másfél éves fia, Jakab gyámja is.
1514. augusztus 6-án az asszony újra férjhez ment, ezúttal Archibald Douglashoz, Angus 6. grófjához. A gróftól egy leánya született, Margaret, 1515. október 8-án.
13 évnyi házasság után Margit elvált Angustól, és 1528. március 3-án harmadszor is oltár elé állt, méghozzá Henry Stewarttal, Methven első lordjával. Neki ugyancsak egy leányt szült, Dorotheát.
1603. március 24-től, mikor I. Erzsébet királynő gyermektelenül elhunyt, IV. Jakab és Tudor Margit leszármazottai viselték Anglia és Skócia koronáját. A Stuart-ház utolsó uralkodója Angliában Anna királynő volt, aki 1714. augusztus 1-én hunyt el, ugyancsak élő utódok nélkül.